# Hella S. Haasse
Hella S. Haasse, właśc. Hélène Serafia Haasse (ur. 2 lutego 1918 w Batawii ob. Dżakarta, Holenderskie Indie Wschodnie, zm. 29 września 2011 w Amsterdamie) – holenderska pisarka, mająca w dorobku szereg powieści historycznych.

## Książki
- 1948 - Oeroeg (wyd. pol. pt. Urug, przekł. Zofia Klimaszewska, Warszawa 1997)
- 1949 - Het woud der verwachting
- 1950 - De verborgen bron
- 1952 - De scharlaken stad
- 1957 - De ingewijden
- 1960 - Cider voor arme mensen
- 1966 - Een nieuwer testament
- 1968 - De tuinen van Bomarzo
- 1971 - Huurders en onderhuurders
- 1973 - De Meester van de Neerdaling
- 1976 - Een gevaarlijke verhouding of Daal-en-Bergse brieven (wyd. pol. pt. Niebezpieczny związek albo listy z Daal en Berg, przekł. Alicja Dehue-Oczko, Warszawa 2002)
- 1978 - Mevrouw Bentinck
- 1978 - Charlotte Sophie Bentinck
- 1983 - De wegen der verbeelding (wyd. pol. pt. Drogi wyobraźni, tłum. Zofia Klimaszewska, Warszawa 1994)
- 1984 - Een vreemdelinge in Den Haag
- 1986 - Berichten van het Blauwe Huis
- 1989 - Schaduwbeeld of Het geheim van Appeltern
- 1992 - Heren van de thee (wyd. pol. pt. Panowie herbaty, tłum. Alicja Oczko, Warszawa 2010)
- 1993 - Een handvol achtergrond, 'Parang Sawat'
- 1994 - Transit
- 2002 - Sleuteloog (wyd. pol. pt. Skrzynia wspomnień, tłum. Alicja Oczko, Warszawa 2011)